# Щодрово (Поморське воєводство)
Щодрово (пол. Szczodrowo, нім. Schadrau) — село в Польщі, у гміні Скаршеви Староґардського повіту Поморського воєводства.
Населення — 481 особа (2011).

## Демографія
Демографічна структура станом на 31 березня 2011 року:
|          | Загалом | Допрацездатний вік | Працездатний вік | Постпрацездатний вік |
| -------- | ------- | ------------------ | ---------------- | -------------------- |
| Чоловіки | 243     | 64                 | 152              | 27                   |
| Жінки    | 238     | 68                 | 135              | 35                   |
| Разом    | 481     | 132                | 287              | 62                   |